# Степень точки относительно сферы
Степень точки относительно сферы — вещественное число, равное {\displaystyle OM^{2}-R^{2}}, где 

{\displaystyle M} — точка, степень которой вычисляется, 

{\displaystyle (O,R)} — сфера радиусом {\displaystyle R} с центром в точке {\displaystyle O}, относительно которой вычисляется степень точки {\displaystyle M}, 

{\displaystyle OM} — расстояние от точки {\displaystyle M} до центра сферы {\displaystyle O}.
Степени точек вне сферы положительны, внутри сферы — отрицательны, а лежащих на сфере — равны нулю.